# Antonia Morales Jiménez
Antonia Morales Jiménez (Sevilla, 1897-Sevilla, 1972) fue una cantaora española de flamenco.

## Biografía
Antonia Morales Jiménez nació en Puerta Osario (Sevilla), aunque fue más conocida por el nombre artístico de “La Perla de Triana”. A los ocho años de edad, Antonia se trasladó al barrio de Triana, lugar de residencia definitivo y donde recibió su nombre artístico. A lo largo de su vida tuvo tres hijos: Eugenio Carrasco Morales “El Perlo”, Antonia “La Perla” y Encarnación “La Perla” que fue integrante del grupo flamenco "Triana Pura".
Fue una cantaora de gran relieve que alternó en su juventud con todos los grandes de su época, y estuvo muy bien considerada por todos estos maestros por su forma y grandeza de expresar el cante flamenco.
La Perla de Triana murió en un accidente de tráfico en Sevilla el 25 de agosto de 1972. 
Esta cantaora ha sido ignorada por todos los medios periodísticos flamencos y ni siquiera se sabía la fecha de su nacimiento ni la de su defunción hasta que se publicó una nota rogando por su muerte en el periódico ABC.

## Discografía
Manuel Cerrejón, destacado por su labor en la difusión del Arte Flamenco y pionero en la recuperación de cantaores y cantes olvidados en los nuevos soportes digitales, recopiló y produjo una antología de sus cantes, con el título La Perla de Triana y Familia. Esta antología de cantes, realizada por el servicio discográfico Pasarela S.L., fue extraída de grabaciones realizadas en discos de pizarra. Esta labor fue esencial, ya que permitió rescatar su obra olvidada.
Estas grabaciones en discos de pizarra fueron extraídas del archivo personal de Eugenio Carrasco (El Perlo) y sus hermanas. Las grabaciones se llevaron a cabo durante el periodo comprendido entre año 1964 y el 1968, y cuentan con el acompañamiento de las guitarras de Serranito, Niño Ricardo, M. León y Andrés Vázquez. Este disco, además, se complementa con un libreto con documentos gráficos e ilustraciones, y está compuesto por las siguientes canciones.
1. Lo que más quiero en mi vida (Bulerías)
2. Pero quererte yo no (Fandangos y Bulerías)
3. Están llorando las rosas (Tientos-tangos)
4. Por que me miran tus ojos (Bulerías)
5. Con locura la quería (Fandangos de Huelva)
6. Del jardín de mi gitana (Tientos-tangos)
7. Cositas de juguetes (Bulerías)
8. Por tu manera de ser (Fandangos)
9. Un olé a tiempo (Romance)
10. Compañera de mi alma (Bulerías)
11. Con la luna te comparo
12. Cuando estuve enamorado (Bulerías)

Además de estas canciones, en la Antología dirigida por  don Antonio Mairena, se encuentran dos cantes de la Perla: Fandangos, con la guitarra de Melchor de Marchena, y Soleares, acompañada por Manuel Morao. 
| Fandangos de Triana, por La Perla de Triana | Soleá de Triana, por La Perla de Triana |
| --- | --- |
| Ponte el manto y las flores viene clareando el día súbete en la grupa mía María de los Dolores que vamos de romería Te has portado muy mal conmigo vienes para que te perdone y yo te perdono a ti como Jesucristo perdonó a sus enemigos momento grande antes de morir | El árbol que está en un cerro donde el agua no le llega si no lo riegan a mano que está propenso y se pierda La salud y la libertad eran prendas de gran valía que nadie cuenta se daba hasta que no están perdidas Dicen los sabios doctores que la ausencia causa olvido yo me he puesto varias veces y olvidarte no he podido |

## Colaboraciones
La Perla de Triana alternó con los más grandes artistas del momento:
- Rafael Amador Fernández
- Raimundo Amador
- Manuel Torre
- La Niña de los Peines
- Antonio Chacón
- Víctor Monge Serranito]
- Niño Ricardo
- Melchor de Marchena
- Manuel Morao
- M.León
- Andrés Vázquez
- Manuel Vallejo
- Manuel Centeno
- Juana la Macarrona
- Canalejas de Puerto Real

## Singularidades

### Una familia de artistas: El ‘Perlo de Triana’, Encarnación ‘La Perla’ y Antonia ‘La Perla’
Eugenio Carrasco Morales fue hijo de La Perla de Triana. Al igual que su madre, se consagró como artista de flamenco desde temprana edad en Málaga y, más adelante, en lo que pasó a ser su segundo hogar, el Barrio de Triana. Tuvo como madrina a la Niña de los Peines.
El ‘Perlo de Triana’ actuó en los principales tablaos de Madrid y realizó, las llamadas ‘turnés’ con las principales figuras de la canción española y del flamenco. Llegó a grabar cuatro discos y también se aficionó a la literatura, llegando a publicar más de 15 libros. Entre los que destacan ‘Corazón gitano’. Y fue componente, junto a sus hermanas Encarna Carrasco Morales y Antonia Carrasco Morales, del grupo ‘Triana Pura’. Encarna y ‘El Perlo’ siguieron formando parte del grupo hasta el final de sus días, pero Antonia se retiró al casarse.

### Otros datos de interés
La Perla de Triana se encuentra enterrada en la C/ Cristo del Amor, 22 (hilera derecha) del Cementerio de San Fernando de Sevilla; y en su tumba aparecen claras la fecha de defunción, su edad en el momento del óbito, su nombre completo y -en la base del crucero- su apodo artístico: "Perla de Triana". Y, para más singularidad, reposa a 9 tumbas de la de La Niña de Antequera.